# Sophie Thompson
Sophie Thompson (London, 1962. január 20. –) brit színésznő. Emma Thompson a nővére.

## Élete
1995 óta házas Richard Lumsden színésszel, két fia van.

## Filmjei

### Mozi
| Év   | Cím                                           | Szerep           | Magyar cím                          | Megjegyzések |
| ---- | --------------------------------------------- | ---------------- | ----------------------------------- | ------------ |
| 1982 | The Missionary                                | Mission Girl     | A misszionárius                     |              |
| 1991 | Twenty-One                                    | Francesca        |                                     |              |
| 1994 | Four Weddings and a Funeral                   | Lydia            | Négy esküvő és egy temetés          |              |
| 1995 | Persuasion                                    | Mary Musgrove    | Meggyőző érvek                      |              |
| 1996 | Emma                                          | Miss Bates       | Emma                                |              |
| 1998 | Dancing at Lughnasa                           | Rose Mundy       | Pogánytánc                          |              |
| 2000 | Relative Values                               | Dora Moxton      |                                     |              |
| 2001 | Gosford Park                                  | Dorothy          | Gosford Park                        |              |
| 2002 | Nicholas Nickleby                             | Miss Lacreevy    | Nicholas Nickleby                   |              |
| 2004 | Fat Slags                                     | Tracey           |                                     |              |
| 2009 | Morris: A Life with Bells On                  | Glenda           |                                     |              |
| 2010 | Eat Pray Love                                 | Corella          | Ízek, imák, szerelmek               |              |
| 2010 | Harry Potter and the Deathly Hallows – Part 1 | Mafalda Hopkirk  | Harry Potter és a Halál ereklyéi 1. |              |
| 2011 | Monte Carlo                                   | Auction Bidder 2 | Csajok Monte-Carlóban               |              |
| 2014 | That Day We Sang                              | Dorothy          |                                     |              |
| 2018 | The Importance of Being Earnest               | Lady Bracknell   | Bunbury                             |              |
| 2019 | A Disappearance                               | Dame Alvera      |                                     | rövidfilm    |
| 2019 | Tales from the Lodge                          | Emma             |                                     |              |
| 2019 | Present Laughter                              | Monica Reed      |                                     |              |

### Televízió
| Év        | Cím                             | Szerep             | Magyar cím                | Megjegyzések                    |
| --------- | ------------------------------- | ------------------ | ------------------------- | ------------------------------- |
| 1996      | The Casebook of Sherlock Holmes | Agatha             | Sherlock Holmes kalandjai | "The Master Blackmailer" epizód |
| 1995      | Mr. Bean                        | a baratnő          | Bab úr                    | "Torvill and Bean" epizód       |
| 2020      | Midsomer Murders                | April Gooding      | Kisvárosi gyilkosságok    | "Dead Letters" epizód           |
| 2006–2007 | EastEnders                      | Stella Crawford    |                           | 3218. epizódtól 3404. epizódig  |
| 2007      | Room with a View                | Charlotte Bartlett |                           | TV film                         |
| 2009      | Doc Martin                      | Tasha              |                           |                                 |
| 2010      | Agatha Christie's Poirot        | Mrs Reynolds       | Agatha Christie: Poirot   | "Hallowe’en Party" epizód       |

## Fordítás
- Ez a szócikk részben vagy egészben a Sophie Thompson című angol Wikipédia-szócikk fordításán alapul.  Az eredeti cikk szerkesztőit annak laptörténete sorolja fel. Ez a jelzés csupán a megfogalmazás eredetét és a szerzői jogokat jelzi, nem szolgál a cikkben szereplő információk forrásmegjelöléseként.